# 7437 Torricelli
7437 Torricelli (1994 EF3) là một tiểu hành tinh vành đai chính được phát hiện ngày 12 tháng 3 năm 1994 bởi Vittorio Goretti ở Cima Ekar. Nó được đặt theo tên the Italian physicist và nhà toán học Evangelista Torricelli, inventor thuộc barometer, và after whom torr unit of pressure is named.